# Municipio de Riebiņi
El municipio de Riebiņu (en Letón: Riebiņu novads) es uno de los ciento diez municipios de Letonia, se encuentra localizado en el suroeste de dicho país báltico. Fue creado durante el año 2004 después de una reorganización territorial. La capital es la villa de Riebiņi.

## Ciudades y zonas rurales
- Galēnu pagasts (zona rural)
- Riebiņu pagasts (zona rural)
- Rušonas pagasts (zona rural)
- Silajāņu pagasts (zona rural)
- Sīļukalna pagasts (zona rural)
- Stabulnieku pagasts (zona rural)

## Población y territorio
Su población se encuentra compuesta por un total de 6.331 personas (2009). La superficie de este municipio abarca una extensión de territorio de unos 631,3 kilómetros cuadrados. La densidad poblacional es de 10,03 habitantes por cada kilómetro cuadrado.